# Āg Otlūq
Āg Otlūq (persiska: آق اتلوق, آغُتلاق, Āghotlāq) är en ort i Iran.   Den ligger i provinsen Västazarbaijan, i den nordvästra delen av landet, 700 km nordväst om huvudstaden Teheran. Āg Otlūq ligger 841 meter över havet och antalet invånare är 344.
Terrängen runt Āg Otlūq är platt.Runt Āg Otlūq är det ganska glesbefolkat, med 39 invånare per kvadratkilometer. Närmaste större samhälle är Poldasht, 9,4 km öster om Āg Otlūq. Trakten runt Āg Otlūq består i huvudsak av gräsmarker.